# Формула-3 (класс автомобилей)

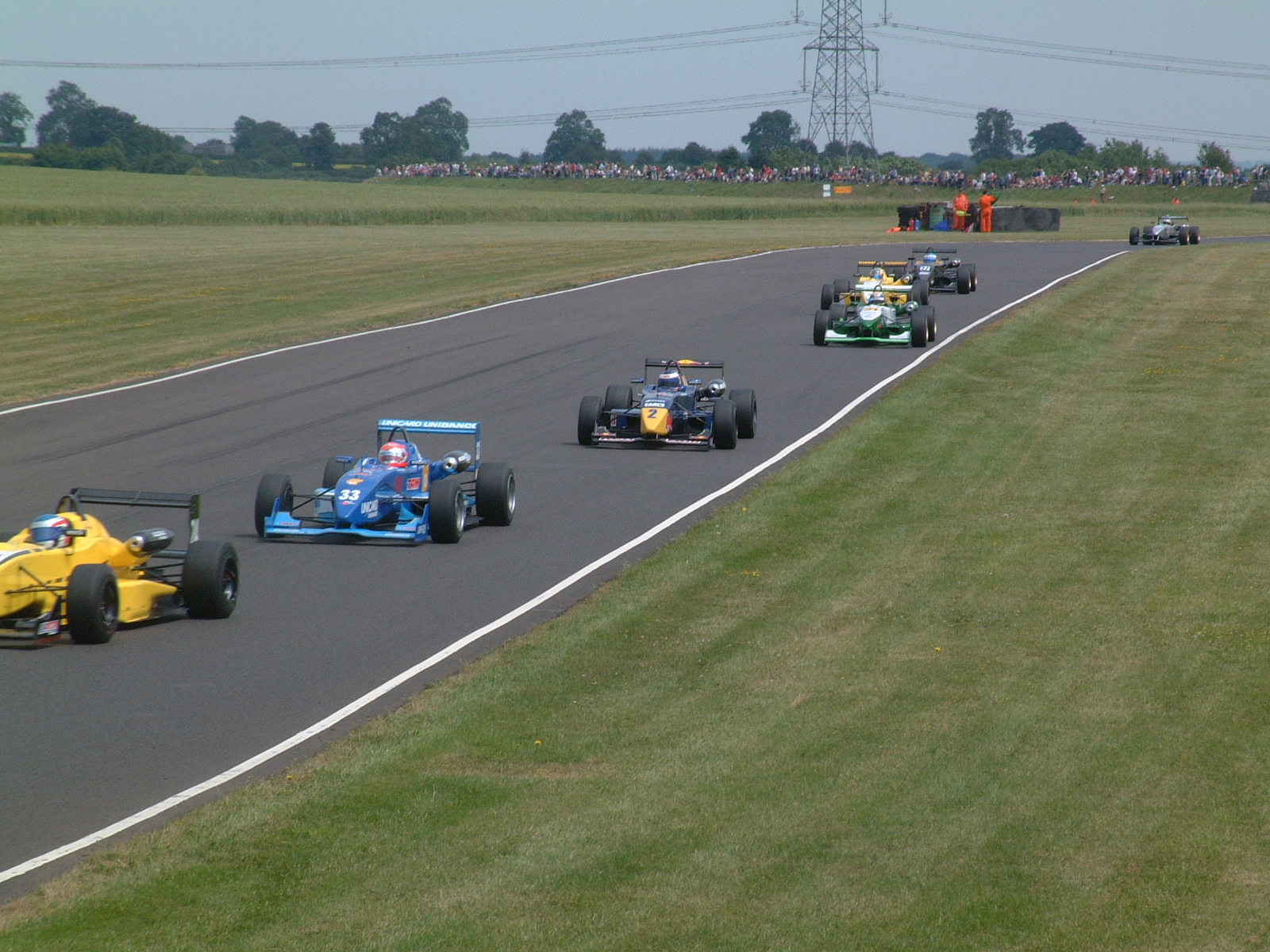

Фо́рмула-3 (англ. Formula 3) — класс автомобилей с открытыми колёсами. Изначально разрабатывался ФИА как третий по значению класс после Формулы-1 и Формулы-2. Для автомобилей, построенных согласно требованиям данного класса, проводится множество независимых чемпионатов в разнообразных частях света. Мирового чемпионата Формулы-3 до недавнего времени не существовало, а в отдельных чемпионатах участвовали преимущественно местные гонщики. С 2019 года проводится международный турнир ФИА Формула-3, хотя этапы серии и не выходят пока дальше европейского континента. Как правило, в заездах Формулы-3 участвуют молодые гонщики, претендующие на переход в более высокие классы. Ряду пилотов удавалось за счёт успешных выступлений в Формуле-3 переходить в Формулу-1, минуя ступень Формулы-2, Формулы-3000, GP2 — например, многократным чемпионам мира Алену Просту, Айртону Сенне, Михаэлю Шумахеру.
В настоящее время большинство автомобилей Формулы-3 производится фирмой Dallara, так что многие местные чемпионаты проводятся на одинаковых автомобилях. Также применяются Tatuus, Mygale, Lola, Dome и Arttech. Во многих соревнованиях младшего уровня для увеличения количества участников на старт допускаются и более старые автомобили. Чаще всего участники таких чемпионатов разделены на два и более классов. Так, в Французской Формуле-3 2002 года использовались шасси Dallara 302 и Dallara 399 (2002 и 1999 года разработки соответственно), а участники были разделены на классы A и B. При этом все участники, кроме двух в старшем классе и одного в младшем, обладали французским же гражданством.
Двигатели в Формуле-3 обычно также у всех одинаковые, шестицилиндровые, атмосферные объемом 3,4 литра. Они должны быть произведены на основе серийного двигателя, и зачастую опечатываются организаторами до начала соревнования, так что тонкая настройка весьма ограничена, а зачастую и вовсе невозможна. Часто использовались Mugen-Honda, Volkswagen, Alfa Romeo и Renault. В настоящее время в европейских чемпионатах весьма популярны двигатели HWA-Mercedes и Volkswagen, некоторые команды используют Mugen, TOM'S–Toyota, Opel и Fiat.

## История
Класс существует с 1950 года. Первоначально ограничения по объёму двигателя составляли 500 кубических сантиметров (аналог мотоциклетных двигателей). Затем много лет гонялись однолитровые машины Формулы-3. В 1971 году допустимый рабочий объём двигателей подняли до 1,6 литра. Двухлитровые двигатели были введены в 1974 году.
В сентябре 2017 года всемирный совет FIA одобрил создание нового международного чемпионата Формулы-3 и одновременно с этим одобрил создание новой гоночной категории региональных чемпионатов Формулы-3. Предполагалось, что новая категория будет аналогична категории чемпионатов Формулы-4 и займет промежуточную ступень между чемпионатами Формулы-4 и международным чемпионатом Формулы-3, что должно создать «пирамиду» гоночных чемпионатов от картинга до Формулы-1. Международный чемпионат ФИА Формула-3 стал серией гонок поддержки Формулы-1, по факту заменив GP3. Из региональных чемпионатов, санкционированных FIA, первым стал американский чемпионат Формулы-3, который был создан в 2018 году. Постепенно к нему добавились азиатский чемпионат Формулы-3, Региональный европейский чемпионат Формулы и Региональный японский чемпионат Формулы. При этом молодёжные чемпионаты стали адаптироваться под правила регионального чемпионата. Например, после проигрыша своей заявки на проведения регионального европейского чемпионата, Renault решило продолжит свой чемпионат Еврокубок Формулы-Рено, заменив шасси на новое, спецификации регионального чемпионата.
Название Формула-3 и технические требования этого класса в течение многих лет применялись в различных региональных соревнованиях. В ряде таких турниров использовались гоночные машины формально не соответствующие техническим требованиям международной Формулы-3.

## Машины
Формула-3 является открытым классом, то есть здесь допускается соревнование конструкторов. Однако оно сильно ограничено регламентом во избежание роста расходов. Серьёзные обновления шасси (новую модель) производят раз в три года, двигатели делают на базе серийного блока цилиндров. Шасси и двигатели производятся сторонними производителями и команды сами выбирают поставщиков. Это приводит к тому, что в последнее время Ф3 становится фактически моноклассом — большая часть команд выбирает комбинацию Dallara-Mercedes.
В 1970-х и 1980-х были популярными шасси March, Ralt, Reynard, Мартини. С середины 1990-х доминирующим поставщиком шасси для Формулы-3 является Dallara. Участие других производителей (Lola, Dome, Mygale) ограничивается единичными машинами.
Основной поставщик двигателей — Mercedes. Ряд команд используют двигатели Volkswagen, Spiess-Opel, TOM’s Toyota, Mugen. В 2007 г. Фольксваген возобновил заводскую программу Формулы 3, и уже в 2008 г. добился побед.
С 2019 года технический регламент международного чемпионата ФИА Формула-3 допускает использование только одного автомобиля. С дебютного сезона 2019 года используется автомобиль Dallara F3 2019 с двигателем Mecachrome. Этот же автомобиль используется в соревновании ФИА Кубок Мира Формулы-3 (Гран-при Макао).
| Технические характеристики Dallara F3 2019 | Технические характеристики Dallara F3 2019          |
| ------------------------------------------ | --------------------------------------------------- |
| Шасси                                      | Углепластиковый монокок                             |
| Длина                                      | 4965 мм                                             |
| Ширина                                     | 1885 мм                                             |
| Высота                                     | 1043 мм                                             |
| Вес                                        | 673 кг вместе с пилотом                             |
| Двигатель                                  | Mecachrome 3,4 л V6 безнаддувный, мощностью 380 л.с |
| Трансмиссия                                | Hewland секвентальная шестиступенчатая              |
| Шины                                       | Pirelli P-Zero, Pirelli Cinturato                   |

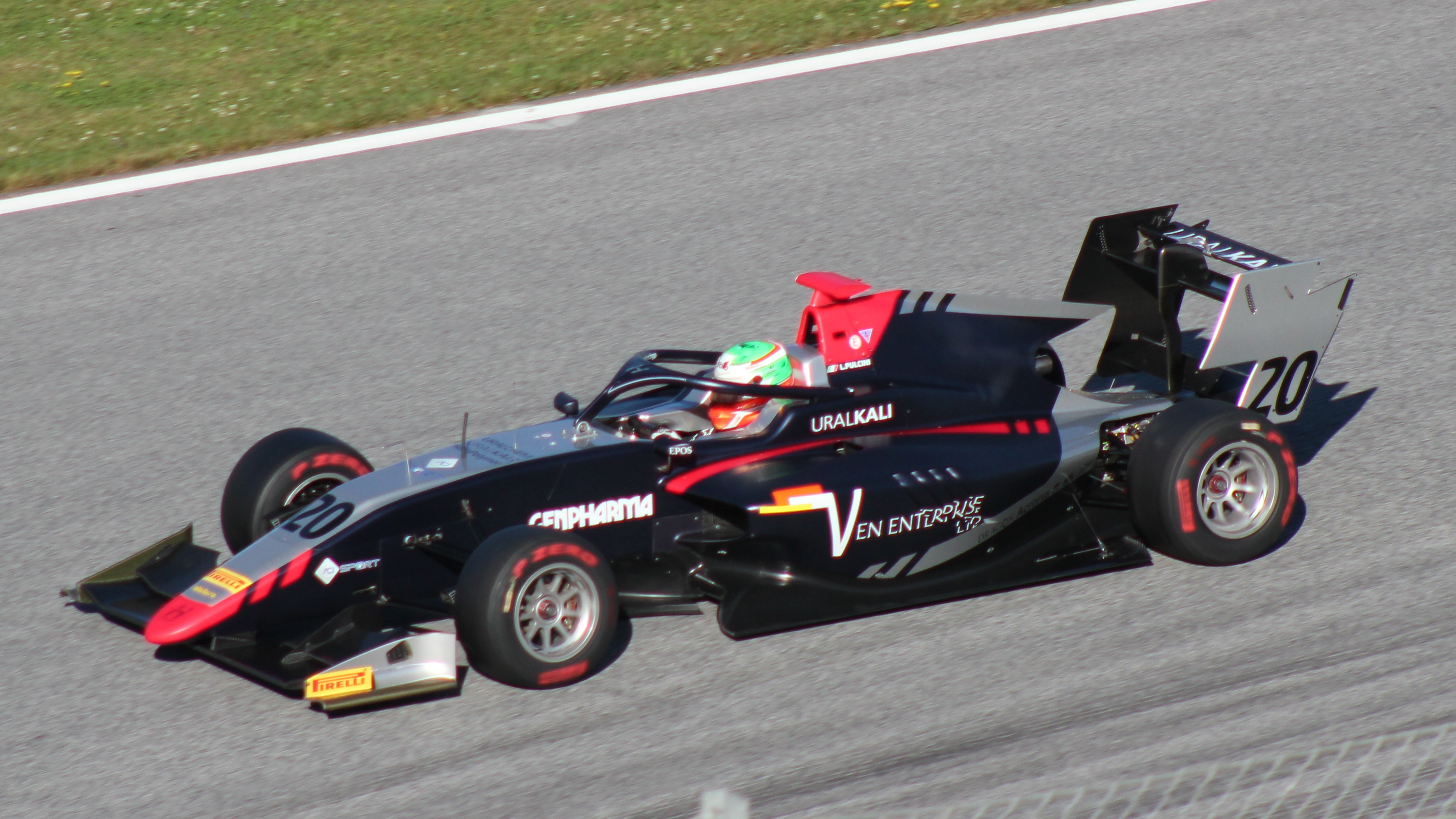
Dallara F3 2019

Технический регламент региональных чемпионатов регулируется статьей 275 приложения J Международного спортивного кодекса FIA. Она, опять же, допускает использование только одного автомобиля внутри одного чемпионата, но разрешает чемпионату выбрать своего поставщика шасси и двигателя.
| Спецификации автомобиля регионального чемпионата | Спецификации автомобиля регионального чемпионата                                                      |
| ------------------------------------------------ | --- |
| Ширина                                           | 1850 мм максимум                                                                                      |
| Колёсная база                                    | 2800 мм - 3000 мм                                                                                     |
| Колея                                            | 1200 мм минимум                                                                                       |
| Вес                                              | 670 - 760 кг                                                                                          |
| Двигатель                                        | Четырёхтактный поршневой внутреннего сгорания Турбонаддув разрешен                                    |
| Мощность двигателя                               | Соотношение вес/мощность не должно быть меньше 2,5 (250 - 300 л.с.)                                   |
| Коробка передач                                  | С ручным управлением с 6 передними передачами и 1 задней                                              |
| Полный привод                                    | Запрещён                                                                                              |
| Система контроля тяги                            | Запрещена                                                                                             |
| Подвеска                                         | Треугольные рычаги с толкателями Запрет активной подвески                                             |
| Управление                                       | Только на два колеса                                                                                  |
| Колёса                                           | Ширина переднего: 10 дюймов (254 мм) Ширина заднего: 12 дюймов (304,8 мм) Диаметр: 13 дюймов (330 мм) |
| Полная версия регламента:                        | |

## Чемпионаты

### Действующие

#### Международный чемпионат
- ФИА Формула-3 — международный чемпионат, созданный в 2019 году после слияния GP3 и Чемпионата Европы Формулы-3

#### Региональные чемпионаты
- Региональный европейский чемпионат Формулы — создан в 2019 году[5]
- Региональный американский чемпионат Формулы — создан в 2018 году[3]
- Региональный японский чемпионат Формулы — создан в 2020 году[6]
- Азиатский чемпионат Формулы-3 — создан в 2018 году[4]
- Toyota Racing Series — создана в 2005 году, с 2020 года использует шасси региональной Формулы-3[12]

#### Собственный регламент
- Открытый чемпионат Евроформулы — создан в 2009 году, ранее известен как Испанская Формула-3; с 2020 года использует собственный регламент[13]
- Superformula Lights — создана в 2020 году, переименованная Японская Формула-3, после создания Регионального японского чемпионата; проводится по правилам открытого чемпионата Евроформулы[14]
- Британская Формула-3 BRDC — создана в 2016 году; использует шасси Формулы-4 с доработанными динамическими характеристиками
- Австралийская Формула-3 — создана в 2001 году на основе национальной серии, действовавшей в 1999—2000 годах

### Бывшие
- Гран-при Монако Формулы-3 (1950, 1959—1963 (как этап Formula Junior), 1964—1997 (как гонка поддержки Гран-при Монако Формулы-3), 2005 (как этап Евросерии Формулы-3))
- Британская Формула-3 (1951—2014)
- Советская Формула-3[пол.] (1960—1987)
- Итальянская Формула-3 (1964—2012)
- Французская Формула-3 (1964—2002)
- Еврокубок Формулы-3 (1975, 1985-1990, 1999—2002)
- Чемпионат Европы Формулы-3 (1975—1984, 2012—2018)
- Немецкая Формула-3 (1975—2014)
- Швейцарская Формула-3 (1979—2004)
- Японская Формула-3 (1979—2019)
- Гран-при Макао (1983—2019)[15]
- Финская Формула-3 (1984–1986, 2000–2010)
- Южноамериканская Формула-3 (1987—2013)
- Бразильская Формула-3 (1989—1995, 2014—2017)
- Мексиканская Формула-3 (1990—2003)
- Формула-3 Мастерс (1991—2016)
- Российская Формула-3 (1997—2002)
- Гран-при По (1999–2003 (как этап Еврокубка Формулы-3), 2003-2005, 2008 (как этап Евросерии Формулы-3), 2011–2012, 2014–2018 (как этап Чемпионата Европы Формулы-3), 2017 (как этап Еврокубка Формулы-Рено)
- Суперприз Бахрейна (1999—2004)
- Североамериканская Формула-3 (2000—2001)
- Азиатская Формула-3 (2001—2008)
- Евросерия Формулы-3 (2003—2012)
- Серия W (2019—2022)[16]